# Geografia de Lituània

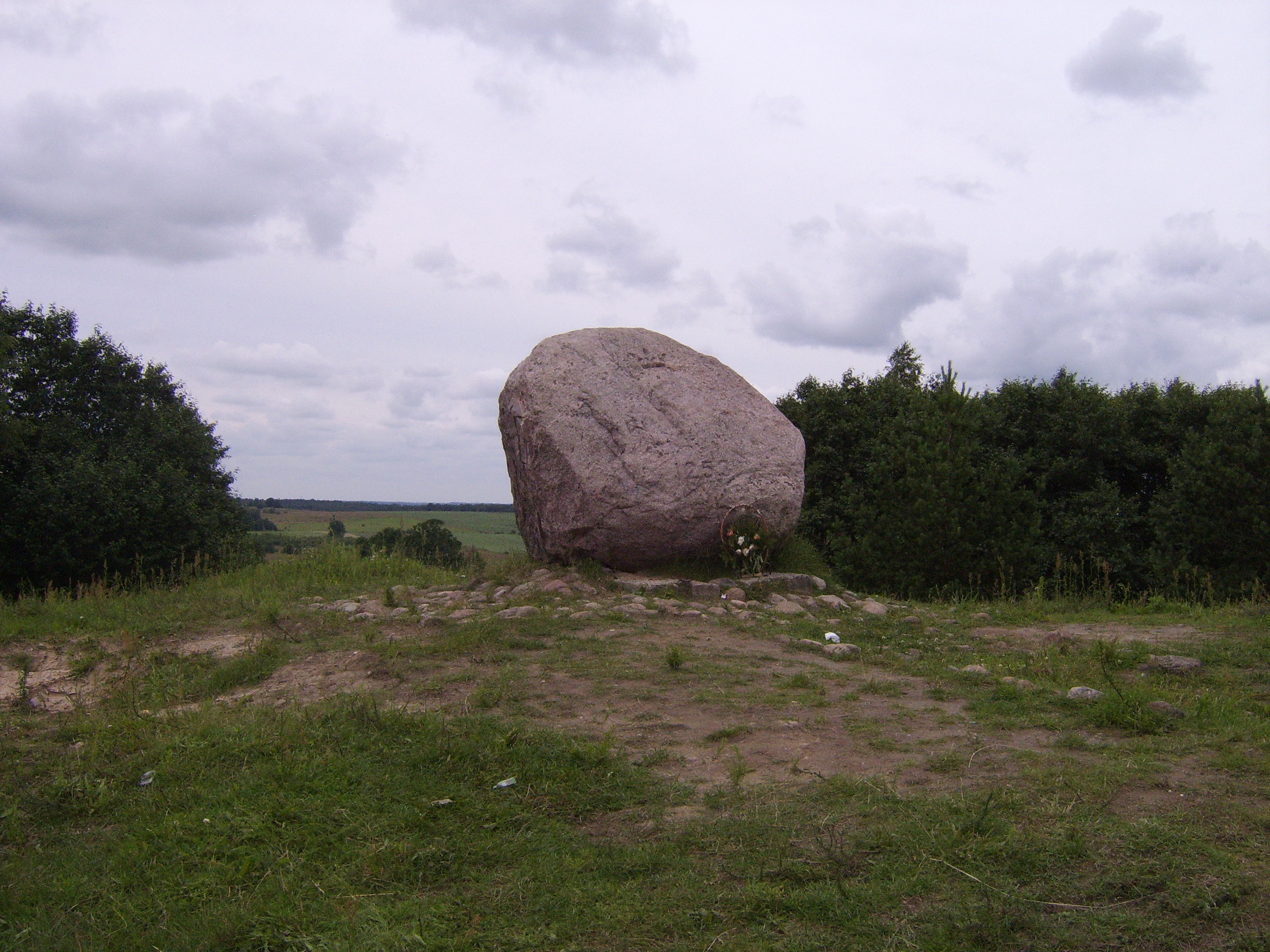
Turó de Juozapinė (Juozapinės Kalnas), de 292,7 msnm.

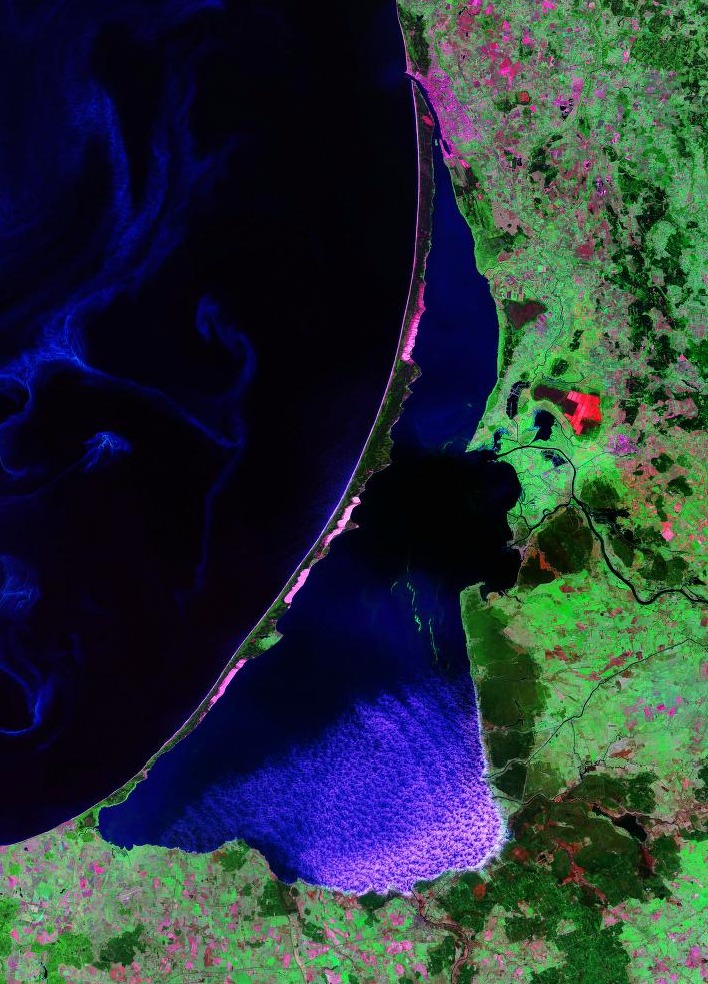
Llacuna Curoniana.

Lituània (en lituà, Lietuvos Respublika) és un estat de l'Europa septentrional situat a la vora del mar Bàltic, entre Letònia i Rússia. Limita amb Letònia (nord), Belarús (est i sud), al sud-oest amb Polònia i amb l'enclavament rus de Kaliningrad i a l'oest amb el Mar Bàltic. És un dels tres estats anomenats Països Bàltics, juntament amb Letònia i Estònia.
Lituània sol ser classificada com a part d'Europa de l'Est, ja que solia incloure's en la definició dels antics Estats socialistes. Però la veritat és que Lituània és més occidental que oriental. De fet, el centre geogràfic del continent europeu es troba a Lituània. L'any 1989 l'Institut Nacional de Geografia Francès va destacar que el centre geogràfic d'Europa es troba al poble de Purnuškės (54° 54′ de latitud nord i 25° 19′ de longitud est), a 26 km de Vílnius, i això ha quedat plasmat al Llibre Guinness dels rècords. No obstant això, el centre geogràfic de la Unió Europea es troba en una localitat de Hessen, Alemanya.

## Geografia física

### Relleu
L'estructura bàsica de Lituània és d'unes fèrtils planes centrals separades per terres altes ondulades que són antics dipòsits glacials. No té, doncs, grans muntanyes. Les poques zones altes són més aviat turons provinents de morrenes que no arriben a elevar-se més de 260 metres. Tradicionalment s'ha considerat que el turó de Juozapinė (Juozapinės Kalnas), de 292,7 msnm, era el punt més alt de Lituània. Però actualment es considera que el punt més alt és el turó Aukštojas (293,84 msnm). De fet, el turó Juozapinė és només la tercera altura de Lituània, ja que la segona és el turó Kruopinė (Žybartonys) (293.65 msnm) situada aproximadament a deu quilòmetres a l'oest del Juozapinė.

### Rius, llacs i costes

#### Rius
Lituània té 758 rius amb una longitud superior als deu quilòmetres. El principal riu és el Nemunas (Niemen) amb una longitud total de 917 km i que té el seu origen a Belarús, amb els seus afluents el Dubysa i el Neris (510 km). Altres cursos d'aigua d'importància són el Venda (346 km) i el Šišupė (298 km). No obstant això, només 600 quilòmetres dels rius lituans són navegables.
|    | Nom     | Km recorreguts a Lituània | Logitut total (km) |
| -- | ------- | ------------------------- | ------------------ |
| 1. | Nemunas | 475                       | 937                |
| 2. | Neris   | 234                       | 510                |
| 3. | Šešupė  | 209                       | 298                |
| 4. | Venta   | 161                       | 346                |
| 5. | Mūša    | 146                       | 284                |

#### Llacs
El paisatge està farcit per molts llacs dispersos, d'origen glacial, sobretot a la part oriental del país. 2.833 llacs superen els 10.000 m² i té 1.600 llacunes més petites. Al nord-est es troba el de major superfície, el Drūkšiai.

#### Costes
La costa és baixa i sorrenca. Té una longitud d'uns 100 km, dels quals només 40 estan oberts sobre el mar Bàltic. El més cridaner accident de la costa lituana és l'istme de Curlàndia (Kurskaja Kosa) patrimoni de la Humanitat, estreta duna sorrenca que separa el mar Bàltic de la llacuna de Curlàndia (Haff de Curlàndia, Kurskij Zaliv), un llac d'aigua salobre que comparteix amb l'óblast de Kaliningrad (Rússia), que queda al sud.

### Clima
El clima és molt similar al dels països escandinaus. El clima de Lituània és de transició, entre oceànic i continental. Les temperatures són moderades a totes les estacions. Bàsicament es tractaria d'un clima continental molt suavitzat per la influència del mar Bàltic. La temperatura mitjana de gener va d'1,6 °C a la costa i 2,1 °C a Vílnius, la mitjana de juliol és de 17,8 °C a la costa i 18,1 °C a Vílnius. Parlant en termes generals, les temperatures de 20 °C són freqüents en els dies d'estiu ia 14 °C a la nit. Les temperatures poden ser de 30 a 35 °C a l'estiu. Alguns hiverns poden ser molt freds. S'aconsegueixen temperatures de -20 °C gairebé cada hivern. Els extrems d'hivern són -34 °C a la costa i -43 °C a l'est de Lituània.
Tant els hiverns com els estius són humits. Les precipitacions anuals mitjanes són de 717 mm a la costa, 900 mm a les terres altes de Samogitia i 490–600 mm a la part oriental del país. La meitat de l'any neva, pot estar nevant des del mes d'octubre a l'abril. En alguns anys l'aiguaneu pot caure al setembre o maig. L'estació de creixement dura 202 dies a la part occidental del país i 169 dies a la part oriental. Les tempestes intenses són rares a la part oriental de Lituània i habituals a la costa.
Els registres de temperatura més llargs mesurats de la zona del Bàltic cobreixen al voltant de 250 anys. Les dades mostren que hi ha períodes càlids durant la segona meitat del segle xviii, i que el segle xix va ser un període relativament fred. Un escalfament de principis del segle xx va culminar en els anys trenta, seguit per un refredament petit que va durar fins als seixanta. Des de llavors ha persistit la tendència càlida.
Lituània va experimentar una sequera el 2002, causant incendis de bosc i de torberes. El país va patir juntament amb la resta de l'Europa nord-occidental durant ll'onada de calor l'estiu de 2006.
Les temperatures extremes a Lituània per mes
| Temperatures extremes a Lituània (°C) |          |          |          |         |         |         |         |         |          |          |          |          |
| Mes                                   | Gener    | Febrer   | Març     | Abril   | Maig    | Juny    | Julioil | Agost   | Setembre | Octubre  | Novembre | Desembre |
| Temperatures més altes                | 12,6 °C  | 16,5 °C  | 21,8 °C  | 28,8 °C | 34 °C   | 35 °C   | 37,5 °C | 36 °C   | 32 °C    | 26 °C    | 18 °C    | 15,6 °C  |
| Temperatures mínimes                  | -40,5 °C | -42,9 °C | -37,7 °C | -23 °C  | -6,8 °C | -2,8 °C | 0,9 °C  | -2,9 °C | -6,3 °C  | -19,5 °C | -23 °C   | -34 °C   |

## Medi ambient
Predominen en el paisatge lituà els boscos i els prats. Grans zones boscoses cobreixen prop del 30% del territori lituà.
D'acord amb la normativa de la Unió Europea, el territori d'aquest país pertany a la regió biogeogràfica boreal. La zona de l'istme de Curlàndia (Reserva natural del golf de  Kursiu i el Parc Nacional Kursiu Nerija) ha estat catalogat com a Patrimoni de la Humanitat per la UNESCO. 50.451 hectàrees estan protegides com a aiguamolls és d'importància internacional a l'empara del Conveni de Ramsar, en total, 5 llocs Ramsar: Cepkeliai, Kamanos, Delta del Nemunas, Viesvilé i Zuvintas. Té cinc parcs nacionals: Dzūkijos, Kuršių serijos, Aukštaitijos, Traku istorinis i Zemaitijos.
Pel que fa a les preocupacions mediambientals, s'hi troba la contaminació del sòl i de les aigües subterrànies amb productes petrolífers i químics en bases militars.

## Geografia humana

Comptats de Lituània (nombre en lituà).

Lituània és la més gran i poblada de les tres repúbliques bàltiques. Té una població de 3.555.179 (est. juliol de 2009). El 67% de la població viu en zones urbanes.
Predominen els lituans (83,4%), encara que hi ha minories de russos (6,3%), polonesos (6,7%) i altres o sense especificar (3,6%), segons el cens de 2001. Quant a la seva religió, Lituània és predominantment catòlica (79%), però hi ha importants grups d'ortodoxos russos (4,1%) i protestants (incloent luterans i cristians evangèlics baptistes (1,9%), altres o sense especificar 5,5%, cap 9,5%, tot això segons el cens del 2001. El lituà és l'idioma oficial 82%, després hi ha un 8% de parla russa, 5,6% de parla polonesa i quedant "altres o sense especificar" com un 4,4% (cens de 2001).
La capital és Vílnius amb 546.733 hab., considerada pels bàltics com "La Roma del Bàltic". Altres ciutats principals són Kaunas (352.279 hab, que va ser la capital provisional de Lituània quan els polonesos van ocupar Vílnius entre 1920-1939), Klaipeda (Memel en alemany, 183.433 hab., és el principal port del país, localitzat a la desembocadura de la llacuna Curoniana (golf de Kuršių) i Siauliai (126.215 hab.).
Està dividida administrativament en deu comtats (apskritys, singular - apskritis); Alytaus, Kaunas, Klaipėda, Marijampolė, Panevėžys, Šiauliai, Tauragė, Telšiai, Utena i Vílnius.

## Geografia econòmica

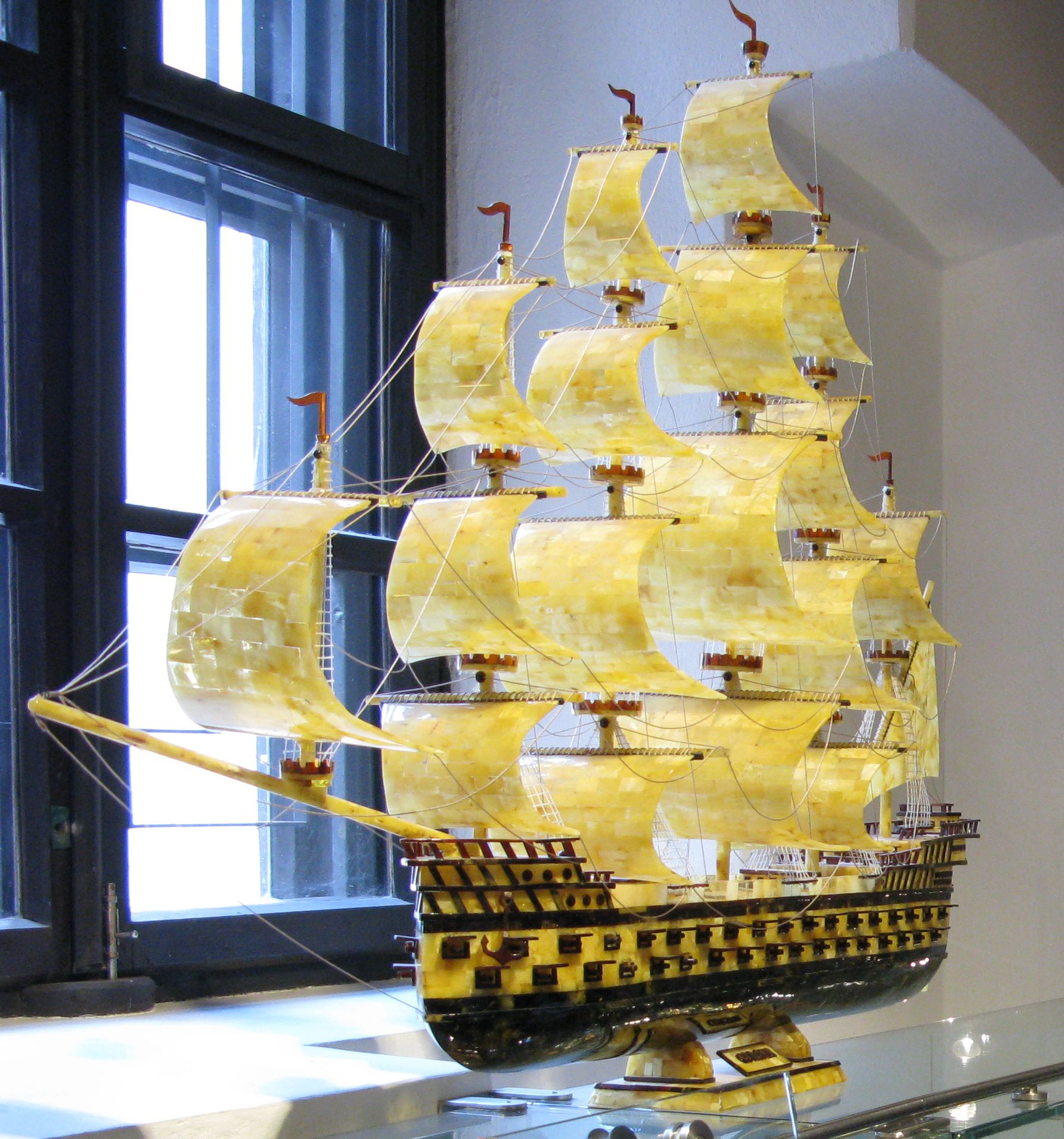
Veler fet íntegrament d'àmbar, en una botiga de regals de Lituània.

El sòl de Lituània és considerat com a fèrtil però no té grans recursos naturals, limitant-se bàsicament a la torba, l'ambre i la terra cultivable, que representa el 44,81% de l'ús de la terra. A collites permanents es dedica 0,9% i altres 54,29% (2005). El regadiu abasta 70 quilòmetre quadrats (2003).
La terra és rica en roca calcària, argila, sorra de quars, sorres de guix i dolomies, les quals són de gran utilitat en la fabricació de ciment, vidre i ceràmica. També abunden les aigües minerals. Lituània té una gran riquesa en energia termal al llarg de la costa bàltica, que podria ser utilitzat per a escalfar desenes de milers de cases, de la mateixa manera que es realitza a Islàndia.
No obstant això, no posseeix ni grans recursos energètics ni matèries primeres per a la indústria pesant. Recentment s'han trobat jaciments de ferro a les regions meridionals de Lituània, però la seva explotació comercial probablement requereixi mines a cel obert (amb gran impacte ambiental) i de tecnologia i capital estranger. A l'dècada dels cinquanta es van descobrir jaciments de petroli, però avui dia només segueixen funcionant uns pocs pous d'extracció. S'estima que en el fons del mar Bàltic i a les regions occidentals de Lituània, es podria trobar jaciments de petroli l'explotació dels quals fos viable econòmicament, encara que només satisfaria aproximadament el 20% de la demanda interna de Lituània en els propers vint anys.
La composició del PIB per sector és: agricultura 5,3%, indústria 33,2% i serveis 61,5% (est. 2009). L'agricultura empra al 14% de la població activa, la indústria el 29,1% i els serveis el 56,9% (2005).
L'economia de Lituània va créixer a un ritme mitjà del 8% anual durant els quatre anys anteriors al 2008, impulsat per l'exportació i la demanda domèstica. La desocupació va arribar al 15% el 2009, havent partit del 4,8% el 2008. El PIB va baixar gairebé un 17% el 2009 - les tres repúbliques bàltiques que anteriorment formaven part de la Unió Soviètica han patit les pitjors caigudes econòmiques l'últim any. Malgrat l'accés de Lituània a la Unió Europea, el comerç de Lituània amb els seus veïns de l'Europa central i de l'Est, i Rússia en particular, és el responsable d'un percentatge creixent en el comerç total.
Els principals productes agrícoles són: cereals, patates, remolatxa sucrera, lli i hortalisses. De la ramaderia s'obté carn de boví, llet i ous. Igualment s'obté pesca. Pel que fa als productes industrials, cal citar: màquines eines que tallen metall, motors elèctrics, televisors, neveres i congeladors, refinació de petroli, construcció de vaixells (petits vaixells), fabricació de mobles, tèxtil, indústria alimentària, fertilitzants, maquinària agrícola, equip òptic, components electrònics, ordinadors i joieria d'àmbar.